# Lopatnik
Lopatnik – wieś w Słowenii, w gminie miejskiej Velenje. W 2018 roku liczyła 58 mieszkańców. 